# 格倫聖瑪麗 (佛羅里達州)
格倫聖瑪麗（英語：Glen St. Mary）是一個位於美國佛羅里達州貝克縣的城鎮。

## 人口
根據2020年美國人口普查的數據，格倫聖瑪麗的面積為1.19平方千米，當中陸地面積為1.19平方千米，而水域面積為0.00平方千米。當地共有人口463人，而人口密度為每平方千米389人。